# Trou de ver
Pour les articles homonymes, voir Trou et Ver (homonymie).
« Pont d'Einstein-Rosen » redirige ici. Pour les autres significations, voir Pont (homonymie).
Ne doit pas être confondu avec un trou noir ni un trou blanc (fontaine blanche), ni le paradoxe d'Einstein-Podolsky-Rosen (EPR).

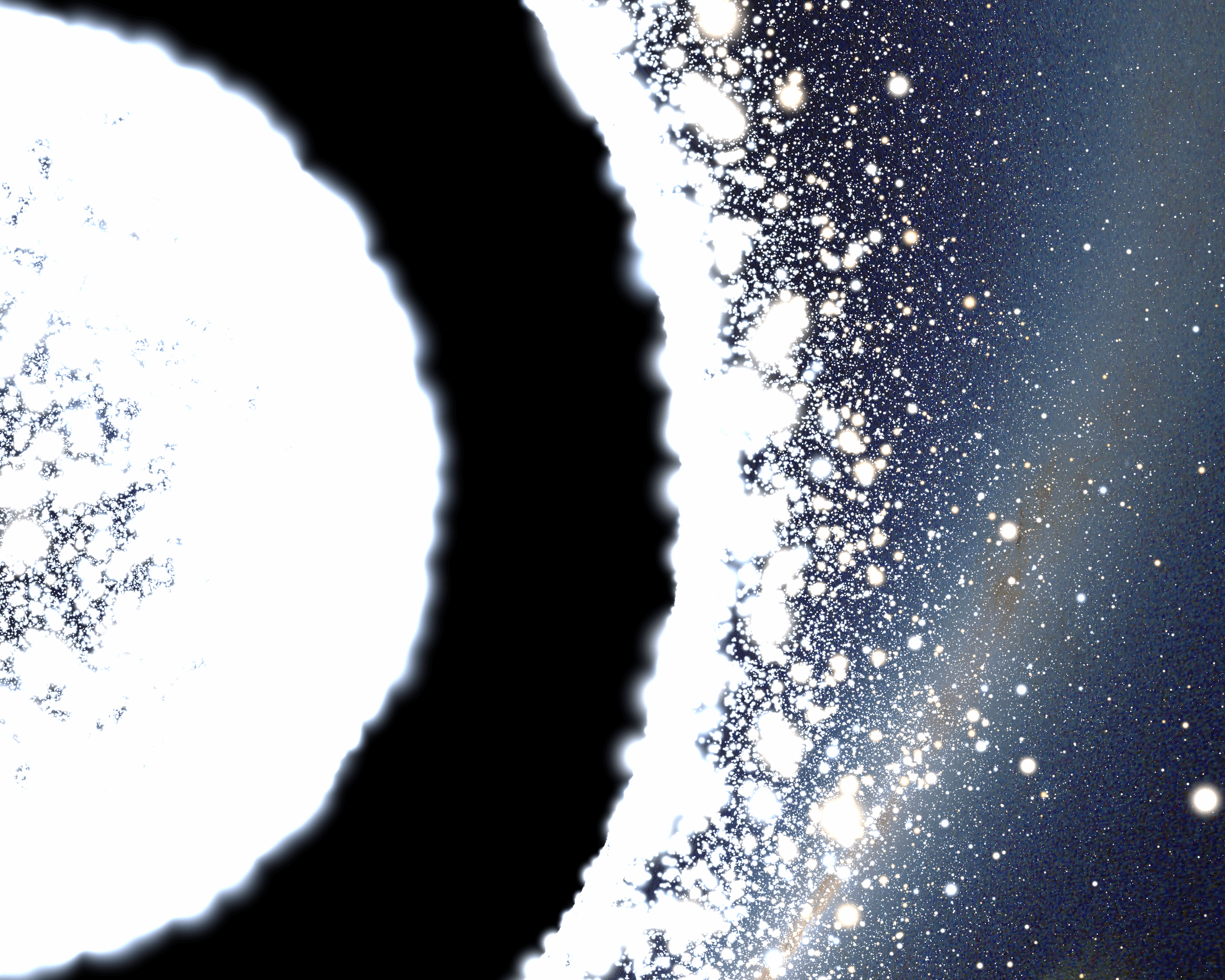
Exemple de trou de ver dans une métrique de Schwarzschild, tel qu'il serait vu par un observateur ayant franchi l'horizon du trou noir. La région d'où vient l'observateur est située à droite de l'image. Mise à part la région située près de l'ombre du trou noir, les effets de décalage vers le rouge gravitationnel rendent le fond du ciel très sombre. Celui-ci est en revanche très lumineux dans la seconde région, visible une fois l'horizon passé. Cette région ne sera cependant pas accessible, quelle que soit la trajectoire de l'observateur, car celui-ci est condamné à finir sur la singularité gravitationnelle en un temps relativement bref.

Schéma du principe du trou de ver.

Un trou de ver (en anglais : wormhole, ou parfois pont d’Einstein-Rosen) est, en astrophysique, un objet hypothétique qui relierait deux feuillets distincts ou deux régions distinctes de l'espace-temps et se manifesterait, d'un côté, comme un trou noir et, de l'autre côté, comme un trou blanc.
Un trou de ver formerait un raccourci à travers l'espace-temps. Pour le représenter plus simplement, on peut figurer l'espace-temps non en quatre dimensions mais en deux, à la manière d'un tapis ou d'une feuille de papier, dont la surface serait pliée sur elle-même dans un espace à trois dimensions. L'utilisation du raccourci « trou de ver » permettrait un voyage du point A directement au point B en un temps considérablement réduit par rapport au temps qu'il faudrait pour parcourir la distance séparant ces deux points de manière linéaire, à la surface de la feuille. Visuellement, il faut s'imaginer voyager non pas à la surface de la feuille de papier, mais à travers le trou de ver ; la feuille, étant repliée sur elle-même, permet au point A de toucher directement le point B, la rencontre des deux points correspondant au trou de ver.
L'utilisation d'un trou de ver permettrait théoriquement le voyage d'un point de l'espace à un autre (déplacement dans l'espace), le voyage d'un point à l'autre du temps (déplacement dans le temps), et le voyage d'un point de l'espace-temps à un autre (déplacement à travers l'espace et, simultanément, à travers le temps).
Les trous de ver sont des concepts purement théoriques : l'existence et la formation physique de tels objets dans l'Univers n'ont pas été vérifiées. Ils ne doivent pas être confondus avec les trous noirs, dont l'existence a été vérifiée en 2019 et dont le champ gravitationnel est si intense qu’il empêche toute forme de matière de s'en échapper.

## Historique
Le physicien autrichien Ludwig Flamm (1885-1964) est parfois présenté comme étant le premier à avoir suggéré, dès 1916, l'existence des trous de ver. Mais la communauté scientifique s'accorde pour considérer que leur existence n'a été suggérée qu'en 1935, par Albert Einstein et Nathan Rosen ; c’est leur modèle qui est plus précisément décrit sous le nom de pont d’Einstein-Rosen.
Les trous de ver (wormholes) doivent leur nom à Charles W. Misner et John A. Wheeler qui désignèrent ainsi en 1957 les propriétés de connexions des différents points de l'espace. Le nom vient de l'analogie de l'asticot et de la pomme, symbole de la gravité depuis Isaac Newton : comme le ver, en rongeant la pomme, peut se rendre directement à un point diamétralement opposé, un vaisseau spatial pourrait utiliser le trou de ver, à la façon d'un raccourci, pour ressortir ailleurs dans l'espace et dans le temps.
Quelques années plus tard à l’université Harvard, Stephen Hawking et Richard Coleman reprirent le concept de Wheeler et suggérèrent que l'espace-temps pouvait être soumis à l'effet tunnel précité, reprenant l'idée avancée par Hugh Everett. À l'instar des électrons qui peuvent sauter d'un point à l'autre de l'espace, l'Univers ferait de même. L'effet tunnel créerait des ouvertures dans l'espace-temps qui conduiraient à d'autres univers, des univers cul-de-sac ou tout aussi vastes que le nôtre.
En 2013, Juan Maldacena et Leonard Susskind ont proposé une conjecture qui établit un lien entre l'intrication quantique et le trou de ver : la conjecture ER=EPR.

## Présentation générale

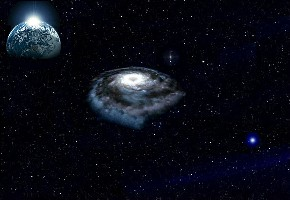
Simulation d'un trou de ver permanent.

À l'heure actuelle, différents types de trous de ver ont été décrits de façon théorique :
- le trou de ver de Schwarzschild, infranchissable ;
- le trou de ver de Reissner-Nordstrøm ou de Kerr-Newman, franchissable mais dans un seul sens, pouvant contenir un trou de ver de Schwarzschild ;
- le trou de ver de Lorentz à masse négative, franchissable dans les deux sens.

Tous sont des solutions mathématiques plutôt que des objets concrets.
Ont également été distingués des trous de ver à symétrie sphérique, tels ceux de Schwarzschild et de Reissner-Nordstrøm, qui ne sont pas en rotation, et des trous de ver tels ceux de Kerr-Newmann qui tournent sur eux-mêmes.
Si on essaie de fabriquer un trou de ver à partir de matière à masse positive, il explose et se désintègre. Si une matière à masse négative existe (matière exotique), on peut en principe élaborer un trou de ver statique en accumulant des masses négatives.[réf. souhaitée]
La théorie d'Einstein précise qu'on peut fabriquer n'importe quel type de géométrie spatio-temporelle, statique ou dynamique. Toutefois, une fois la géométrie définie, ce sont les équations d'Einstein qui diront quel devra être le tenseur énergie-impulsion de la matière pour obtenir cette géométrie spatiale. En général, les solutions de trous de ver statiques requièrent une masse négative.
Einstein et Rosen ont sérieusement suggéré que les singularités pouvaient mener à d'autres endroits de l'Univers, d'autres régions de l'espace et du temps. Ces connexions spatio-temporelles sont connues sous le nom de « ponts d'Einstein-Rosen ». Mais ni l'un ni l'autre n'entrevoyaient une possibilité d'entretenir ces connexions en raison du caractère instable des fluctuations quantiques. Selon la formule de John L. Friedman[Qui ?] de l'université de Californie à Santa Barbara, il s'agit d'une « censure topologique »[réf. nécessaire].
Ces trous de vers dits de Lorentz requièrent de la matière exotique pour rester ouverts car celle-ci demande moins d'énergie que le vide quantique, qui subit des fluctuations d'amplitude variables. Il peut s'agir d'énergie négative qui maintiendrait l'ouverture du trou de ver loin de l'horizon. L'ouverture elle-même présente une pression de surface positive [Négative?] qui la maintient ouverte durant les transferts et évite qu'elle ne s'effondre. Seulement, on ne sait comment stocker autant d'antimatière et suffisamment longtemps au même endroit pour entretenir ce tunnel dans l'espace-temps.[réf. nécessaire]

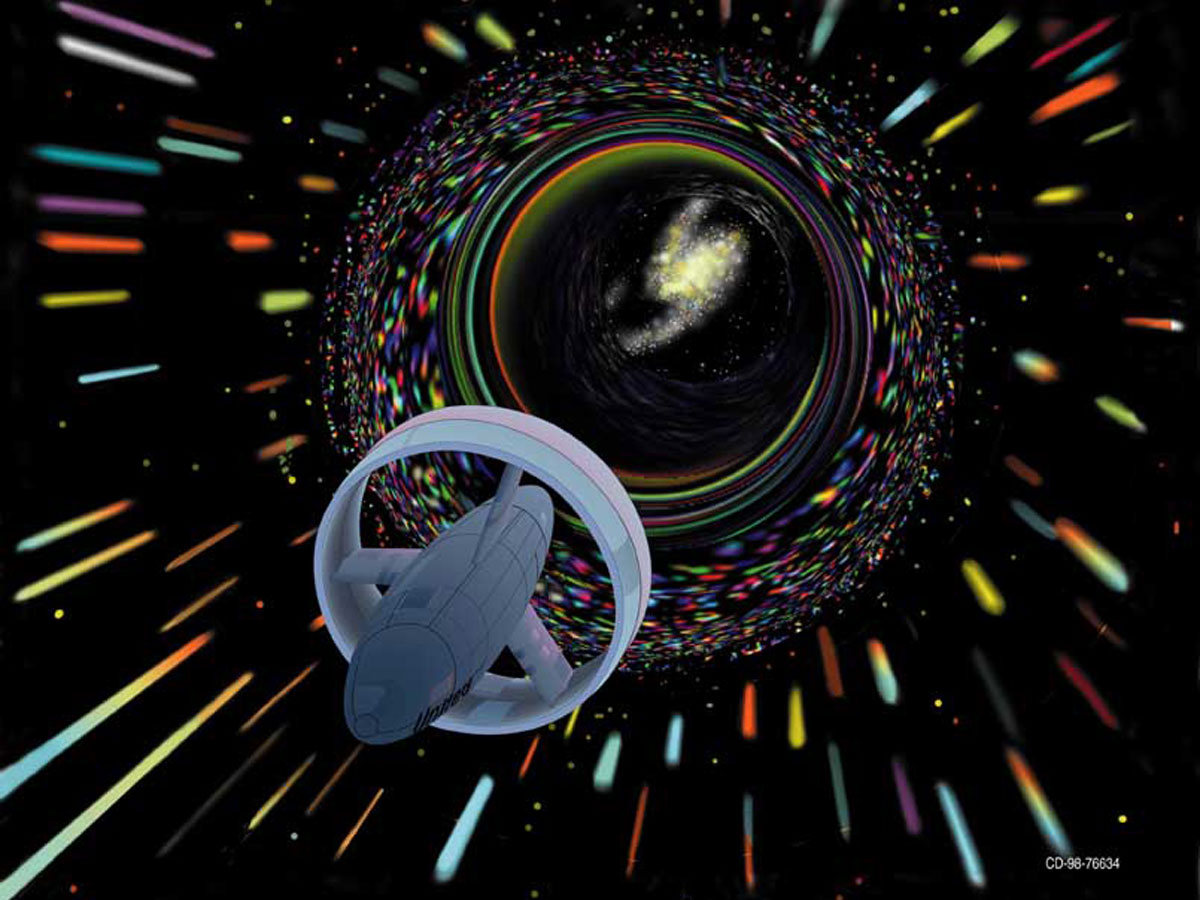
Vaisseau interstellaire empruntant un trou de ver (Vision d'artiste pour la NASA, 1998).

Pour approfondir les conséquences de la relativité générale, Kip Thorne et Richard Morris du Caltech ont tenté de découvrir par le biais de la physique quantique de nouvelles particules capables d'entretenir les trous de ver de Wheeler. Celles-ci ont fait apparaître d'hypothétiques « sas de liaisons » parcourus par des « voyageurs de Langevin ». La littérature de science-fiction s'en est grandement inspirée.
Selon John Wheeler, deux singularités pourraient être reliées par un trou de ver, sorte de sas entre deux régions éloignées de l’univers. Entretenir un tel passage et lui donner une taille macroscopique reste un défi théorique. En effet ce « pont » est à l’échelle de Planck : il mesure 10−33 cm et est instable ; il se referme sur lui-même en l’espace de 10−43 s. Si on essaye de l’agrandir, il s'autodétruit. Le trou de ver appartient à la mousse quantique et obéit aux lois probabilistes.
Au contraire d’une singularité, un trou de ver est « nu », il demeure visible et, plus extraordinaire encore, il permet de voyager dans le temps en fonction du sens emprunté.

## Exemple: le trou de ver de Morris-Thorne
Le trou de ver de Morris-Thorne (en anglais : Morris-Thorne wormhole) est un trou de ver traversable, décrit par la métrique du même nom.
Ses éponymes sont Michael S. Morris et Kip S. Thorne, qui ont publié leur solution en 1988, dans l'American Journal of Physics. Elle consiste en une adaptation du sujet de l'examen final d'un cours d'introduction à la relativité générale, donné au California Institute of Technology en 1985.
La métrique de Morris-Thorne s'écrit, :
{\displaystyle \mathrm {d} s^{2}=-c^{2}\mathrm {d} t^{2}+\mathrm {d} l^{2}+\left(b_{0}^{2}+l^{2}\right)\left(\mathrm {d} \theta ^{2}+\sin ^{2}\theta \,\mathrm {d} \phi ^{2}\right)},
où :
- {\displaystyle \left(x^{\mu }\right)=\left(ct,l,\theta ,\phi \right)} sont les coordonnées d'espace-temps :
  - {\displaystyle t} est la coordonnée temporelle,
  - {\displaystyle l} est la coordonnée radiale,
  - {\displaystyle \theta } est la colatitude,
  - {\displaystyle \phi } est la longitude,
- {\displaystyle b_{0}^{2}} est une constante,
- {\displaystyle c} est la vitesse de la lumière dans le vide.

En coordonnées de Schwarzschild, elle s'écrit :
{\displaystyle \mathrm {d} s^{2}=-c^{2}\mathrm {d} t^{2}+{\frac {\mathrm {d} r^{2}}{1-{\frac {b_{0}^{2}}{r^{2}}}}}+r^{2}\left(\mathrm {d} \theta ^{2}+\sin ^{2}\theta \,\mathrm {d} \phi ^{2}\right)},
avec {\displaystyle r^{2}=b_{0}^{2}+l^{2}}.
La « bouche » du trou de ver est une hypersurface ayant la topologie d'une sphère d'aire {\displaystyle A=4\pi \left(b_{0}^{2}+l^{2}\right)}.
La « gorge » du trou de ver est localisée en {\displaystyle l=0}.

## Développements théoriques récents
Cette section ne s'appuie pas, ou pas assez, sur des sources secondaires ou tertiaires indépendantes du sujet. Le texte peut contenir des analyses inexactes ou inédites de sources primaires.
Pour l'améliorer, ajoutez-en, ou placez des modèles {{Source secondaire souhaitée}} ou {{Source secondaire nécessaire}} sur les passages mal sourcés. (février 2025)
En 2024, Pascal Koiran, en collaboration avec les physiciens théoriciens Hicham Zejli et J.-P. Levy, proposent une généralisation du modèle du pont d'Einstein-Rosen, en introduisant la symétrie PT (parité et temps) afin d'explorer des solutions bimétriques pour les trous de ver unidirectionnels.

### Modèle bimétrique et symétrie PT
Ce modèle repose sur une structure topologique à deux feuillets reliés par un pont unidirectionnel, où chaque feuillet de l’espace-temps est décrit par une métrique distincte reliée par une transformation de symétrie PT. Cette approche permet de contourner certaines limitations des trous de ver de Morris-Thorne, notamment en réduisant la nécessité de recourir à de la matière exotique.
Dans cette formulation :
- une particule traversant la gorge du trou de ver voit son temps propre s'écouler normalement, mais sa flèche du temps s’inverse sur le second feuillet ;
- l’échange de matière entre les deux feuillets peut induire une inversion de l’énergie et de la masse selon la symétrie PT, ce qui fournit une interprétation alternative au concept d’effet frontière ;
- le modèle reste lorentzien à l’infini, ce qui le distingue du pont d'Einstein-Rosen classique, qui présente des singularités de coordonnées limitant son interprétation physique.

### Implications et perspectives
L’application de la symétrie PT aux trous de ver présente plusieurs avantages :
- préservation de la causalité : l'inversion de la flèche du temps entre les feuillets évite les paradoxes temporels associés aux trous de ver traversables ;
- évitement des conditions d’énergie exotiques : contrairement aux modèles classiques de trous de ver traversables, ce modèle ne nécessite pas nécessairement de matière à densité d’énergie négative ;
- lien avec les théories bimétriques de la gravité : cette approche ouvre des perspectives en cosmologie et en physique des particules en suggérant une structure à double métrique de l’espace-temps.

Cependant, plusieurs défis restent à relever :
- la stabilité de ces solutions sous l'effet des perturbations gravitationnelles et quantiques doit être étudiée ;
- la possibilité de signatures astrophysiques mesurables permettant d’identifier un trou de ver PT-symétrique demeure une question ouverte ;
- l’intégration de ce modèle dans un cadre plus large, comme la gravité quantique à boucles ou la théorie des cordes, nécessite des études supplémentaires.

Ce modèle représente une avancée théorique dans l’étude des structures spatio-temporelles exotiques et pourrait avoir des implications en physique théorique et en cosmologie[source secondaire nécessaire].

## Dans la fiction
Le concept des trous de ver est très utilisé dans la science-fiction pour autoriser le voyage dans l'espace, voire dans le temps. Il est souvent utilisé comme prétexte à la découverte de lieux inaccessibles par des moyens conventionnels, et donc à des rencontres avec diverses civilisations ou espèces inconnues. Voici des exemples d'œuvres traitant des trous de vers et de leur utilisation.

### Littérature et bande dessinée
Dans la série des romans autour de Honor Harrington se passant dans l'Honorverse créé par David Weber, les trous de ver sont utilisés pour les trajets spatiaux et jouent un rôle important dans l'économie du royaume de Manticore.
Dans Lumière des jours enfuis, publié en 2000, Arthur C. Clarke et Stephen Baxter racontent qu'en 2033, une équipe de chercheurs parvient à transmettre des images par un trou de ver.
Dans la série de bande dessinée de science-fiction Universal War One, l’auteur, Denis Bajram, place la notion de trou de ver au centre de l’intrigue de son œuvre.
Dans la série La Saga du Commonwealth de Peter F. Hamilton, les trous de ver sont devenus, dans le futur, un moyen de transport courant pour se déplacer de planète en planète. Ils sont décrits comme étant très fins, composés d'énergie exotique et modulables en fonction de la quantité d'énergie utilisée pour les créer.
Cette notion est de plus en plus fréquente dans la littérature « Hard science-fiction ». Stephen Baxter (Les Vaisseaux du temps, Retour sur Titan, Singularité) ou John Clute (Appleseed) offrent une approche romancée de la théorie. Ce concept se retrouve en particulier dans les romans de type néo space opéra. Dans la série de romans The Expanse écrite par James S. A. Corey, un trou de ver fabriqué par une ancienne puissance extraterrestre permet d'accéder à un espace vide entouré de trous de ver ouvrant sur des systèmes planétaires lointains.

### Cinéma, séries télévisées et jeux vidéo
Dans la série Sliders, un tel passage est appelé par erreur « pont Einstein-Rosen-Podolski » au lieu de « ponts d’Einstein-Rosen », par confusion avec le paradoxe Einstein-Podolsky-Rosen, lequel n’a rien à voir avec les trous de ver. Curieusement, le nom est resté chez quelques vulgarisateurs. Podolsky a donc vu son nom associé à un objet particulier de la relativité générale sans avoir travaillé dans ce domaine.
Dans le film Contact est mentionnée une série de vortex appelée « pont d'Einstein-Rosen ».
Toute la série Farscape repose sur la découverte et la compréhension des trous de ver (wormholes en VO, vortex en VF), ceux-ci permettant de parcourir de très grandes distances, de voyager dans le temps et dans d’autres dimensions.
Dans Star Trek: Deep Space Nine, la traduction française utilise vortex pour le terme anglais wormholes, lequel est utilisé pour voyager de et vers le Quadrant Gamma à 70 000 années-lumière de l'autre côté de la Galaxie. La particularité de la station Deep Space Nine est d'être stratégiquement placée à proximité de ce trou de ver.

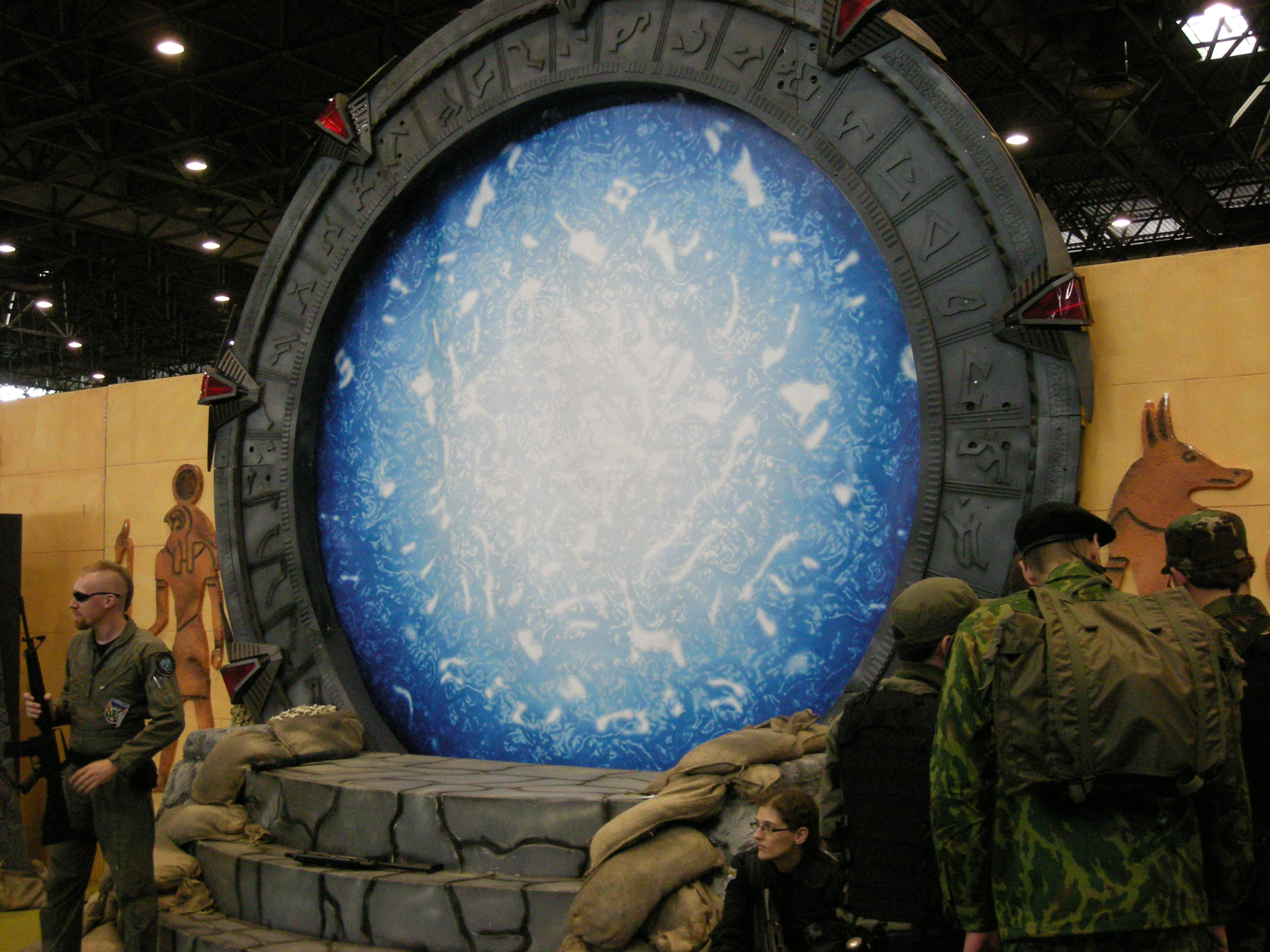
Une réplique de porte des étoiles à Japan Expo 2009.

Le film de science-fiction Stargate, la porte des étoiles et les séries Stargate SG-1, Stargate Atlantis et Stargate Universe font appel au concept de trou de ver. Un engin appelé porte des étoiles (en anglais stargate) y relie différentes planètes de l’Univers en créant un trou de ver de Reissner-Nordstrøm (ou de Kerr-Newman) artificiel. Cependant, un corps entier comme celui d'un homme ne survivrait pas au voyage dans le vortex, il est donc démolécularisé par la porte de départ et remolécularisé par la porte d'arrivée. En temps normal, la porte des étoiles ne permet pas de voyager dans le temps, sauf s'il y a un dysfonctionnement (dans un épisode, le vortex passe près d'une éruption solaire et est renvoyé vers la porte de départ mais dans une autre époque). De même, les trous de ver sont utilisés dans les séries Stargate pour faire traverser aux vaisseaux spatiaux de grandes distances en peu de temps en entrant en hyperespace, c'est-à-dire en créant un trou de ver de Reissner-Nordstrøm afin de voyager plus vite que la lumière.
Dans le film Donnie Darko, sorti en 2001, le trou de ver est un élément central permettant un voyage vers le passé.
Dans la série Fringe, l'un des personnages principaux crée un « pont d'Einstein-Rosen » pour voyager dans un univers alternatif. Cet acte sera cause de plusieurs autres trous de vers intempestifs dans les deux univers.
Dans l'épisode Le Fantôme de Caliburn de la série Doctor Who, la femme disparue est en fait enfermée dans un univers en perdition, et le seul moyen d'y parvenir est d'utiliser un de ces trous de ver. Ces trous de ver sont aussi cités dans un autre épisode de cette série, L'Invasion des cubes : sept sont éparpillés sur Terre pour mener vers un vaisseau spatial en orbite autour de la planète, alors que des cubes sont envoyés pour arrêter les cœurs humains.
Dans le film Interstellar réalisé par Christopher Nolan et sorti en 2014, l'un des thèmes principaux est la théorie des trous de ver et son utilisation pour atteindre des planètes potentiellement colonisables situées à des années-lumière de la Terre.  Kip Thorne lui-même y est le conseiller scientifique principal. Le thème de la distorsion temporelle due à un trou noir y est également important.
Dans le film d'horreur Event Horizon de Paul W.S Anderson sorti en 1997, le système de propulsion du vaisseau est un prototype utilisant une singularité à l'aide d'un trou noir artificiel qui lui permet de créer son propre trou de ver. Ce concept est vulgarisé par le personnage incarné par Sam Neill à l'aide d'un poster érotique emprunté à l'un des membres de l'équipage.
Dans la série animée Voltron, le défenseur légendaire, les trous de vers sont associés à la magie altéenne[Quoi ?] et ne semblent pas obéir aux lois de la physique.
Dans la série Dark, le destin des protagonistes est influencé par l'existence d'un trou de ver permettant de voyager dans le temps, car le passé, le présent et le futur sont liés, formant une boucle temporelle.
Dans la deuxième saison de Star Trek: Discovery, la combinaison temporelle du Dr Burnham permet de voyager dans l'espace-temps au moyen de trous de ver générés par un cristal temporel embarqué.
Dans la saison 6 de Les 100 apparaît « l’anomalie », dont on apprend dans la saison 7 qu’il s’agit de trous de ver permettant de se déplacer entre différentes planètes où le temps ne s’écoule pas à la même vitesse (sanctum, Bardo, la terre, etc.). Ces trous de ver sont générés par un dispositif appelé « la pierre », inventé par une civilisation disparue.
Dans le jeu vidéo Chernobylite, le trou de ver permet au personnage principal de voyager d'un endroit à un autre de la région de Tchernobyl.
Dans les jeux vidéo Stellaris et Star Citizen, les trous de vers sont utilisés pour voyager d'un système stellaire à un autre.

### Émission de radio
- Nicolas Martin, « Trous de ver, la porte des étoiles » [audio], sur La Méthode scientifique (57 min), France Culture, 8 mai 2018.